# Јерархија
Јерархија (од грч. ἱερός и ἀρχή — „свештеноначелништво“) црквена је власт која потиче од самог Исуса Христа, који је ту власт предао својим апостолима, а од њих је она прешла одређеним лицима у Цркви.
Сви свештенослужитељи, у било ком јерархијском степену, равни су међу собом у власти свештенодејствовања (али не и у власти управљања). У средњем вијеку је тако истакнута подјела на јерархију свештенодејствовања (лат. hierarchia ordinis) и јерархију управе (лат. hierarchia jurisdictionis).
Православна црква има три степена хиротонисаног свештенства: епископски, презвитерски и ђаконски.

## Свештена јерархија
Сва она лица која су од Исуса Христа примила на законити начин црквену власт, путем апостолског прејемства, састављају јерархију. Дијеле се на свештенослужитеље и црквенослужитеље (клирике у ширем смислу). Први врше свештену службу, а други обављају спољашње литургијске службе.
Свештенослужитељи се дијеле на три степена, а добијају их у олтару призивањем благодати Светог духа. Црквенослужитељи се такође дијеле на три степена, а добијају их ван олтара благословом епископа.

## Свештенослужитељи
Свештенослужитељски степени су: епископски, презвитерски и ђаконски. Они састављају основу црквене јерархије и потичу из божанског права. По учењу Православне цркве таквих степена не може бити више или мање од три. Остали степени су условљени овим трима и нису ништа друго него разграната та иста три степена.
Тако јерархија свештенодејства има само три степена трајног карактера, а у јерархији управе може постојати неограничен број степена привременог карактера. Степени (чинови, дужности) у управној јерархији се добијају назначењем.

### Епископски степен
Епископи су своју власт добили непосредно од апостола. У прво доба епископи су били постављани од апостола, а затим од себи равних епископа. Епископски степен садржи у себи пуноћу свештенства и сва права свештенодејствовања и из њега потичу сви остали степени црквене јерархије. Епископу припада врховна власт у црквеној управи — право учења, пастирства и духовног суда. Према томе, епископство је по себи неопходно у Цркви, и „гдје епископства нема, нема ни цркве“.
| епископски чинови |
| (монашки)         |
| патријарх         |
| архиепископ       |
| митрополит        |
| епископ           |

Док су апостоли били непосредно просвјећени Светим духом, епископи су добили благодат кроз апостолско рукоположење. Апостоли су били врховни и васељенски управитељи Цркве, и имали су ванредна пуномоћја, док су епископи од апостола добили власт само у границама обласних цркава и ту су власт могли вршити у смислу закона и у зависности од суда саме Цркве. Епископе поставља сабор епископа, а једном самом епископу припада искључиво право да поставља ниже јерархијске степене. Црква никада не признаје за члана јерархије онога који није рукоположен од законитог епископа.

### Презвитерски степен
Презвитери или свештеници имају власт у Цркви услијед епископског рукоположења над њима (дакле, власт условљену епископском влашћу). Они имају право да врше црквене службе, али не и да постављају вршиоце тих служби тј. себи равне (то припада епископској власти).
| презвитерски чинови |                      |
| (монашки)           | (мирски)             |
| архимандрит         | протојереј-ставрофор |
| протосинђел         | протојереј           |
| игуман              |                      |
| синђел              | протонамјесник       |
| јеромонах           | јереј                |

Презвитери у Српској православној цркви данас су свештеници који обављају парохијску службу на парохијама широм Српске православне цркве. Свештеника рукополаже епископ на светој архијерејској литургији, а затим га декретом поставља на одређену парохију. Он има право да врши сва богослужења, обреде, молитвословља и Свете тајне — осим Свете тајне свештенства (не може да рукополаже) и Свете тајне јелеосвећења (освећења светог мира).

### Ђаконски степен
Постанак овог чина описан је у Дјелима апостолским у Светом писму. Наиме, да не би апостоли губили вријеме око служења гладних и сиротих за трпезом, а запостављали проповиједање ријечи Божије, они изабраше седморицу људи, пуних Светог духа и мудрости и, положивши руке на њих поставише их на службу бриге о сиротињи. Међу првих седам ђакона био је и Свети архиђакон Стефан, који се празнује 9. јануара, на трећи дан Божића, као први мученик за вјеру Христову.
Дужност ђакона је била да помажу апостолима, односно епископима и презвитерима при вршењу богослужења и у проповедању речи Божије. Служили су за агапама (трпезама љубави), зато су и добили име ђакони (грчка реч диаконос значи онај који служи).
| ђаконски чинови |            |
| (монашки)       | (мирски)   |
| архиђакон       |            |
| протођакон      | протођакон |
| јерођакон       | ђакон      |

У Српској православној цркви данас, ђаконе има сваки епархијски архијереј, а и цркве у већим градовима. Ђаконски чин је први чин јерархијске љествице. Ђакон не може самостално извршити ниједно богослужење (без епископа или презвитера), осим крштења у нужди (ако је лице које треба да се крсти у смртној опасности, а нема свештеника).
Право ношења црвеног појаса се даје ђаконима који се одликују истим оним особинама које има ово одликовање у презвитерском чину. Степен протођакона је симетрично одликовању протојерејским чином код презвитера и даје се лицима преко десет година службе. Протођакон значи први ђакон, односно одликовани ђакон, први по части.

## Црквенослужитељи
Црквенослужитељи су нижи службеници, који су посвећени од Цркве за одређену литургијску службу. Посвећује их епископ ван олтара, у лађи цркве, ван Евхаристије (у служби Часови). Чин се назива хиротесија или рукопроизвођење.
Од црквенослужитељских служби, до данас су очувани: појац (пјевач), чтец (читач) и ипођакон (подђакон). Међутим, и ове службе се најчешће примају будући свештеници пре рукоположења.
У старини су постојали још и: аколит, егзорцист, депотат, вастагар, остијариј, а код жена ђакониса и презбитида, но они већ дуже времена не постоје у пракси.

### Монаштво
Као и у Католичкој цркви, и у православљу постоји монаштво, с тим да је оно код католика у мањини; наиме, из монаштва се развило редовништво, које је преузело водство у католичкој аскетској традицији. У православљу и даље примат има монаштво. За разлику од редовништва, које је усмерено према деловању у свету, монаштво још увек задржава аскетски, контемплативни вид живота, односно, повлачење из света.
Монах (грч. μοναχος — „један, целовит, целостан“) је дакле особа која се повукла из света у испосништво, положивши три завета: сиромаштво, чистоћу и послушност.
Монах се још назива и: калуђер (грч. калóгерос — „добри старац“), црноризац (стсл. чръноризьць) по црној одећи коју носи, инок (онај који је ини, другачији)
Монаха који живи у потпуној самоћи зовемо још и: Пустињак или еремит (грч. ἔρημος — „пустиња“), јер су се такви изворно повлачили у пустиње, анахорет или отшелник (грч. ἀναχωρέω — „повући се“)
Стилит, столпник, стубник или ступостојац — се назива монах који је обитава на ступу или дрвету.
Кућа у којој живе монаси назива се манастир (грч. μοναστήριον) или опћежиће (стсл. општежитије, хрв. заједнички живот).
Лавра (грч. λαύρα — „улица“) је монашко насеље с црквом у средини, а скит (грч. ασκητής — „аскет“) је мала монашка заједница, обично подређена манастиру.
Искушеник је неко ко се припрема за монаха (као кандидат, постулант)
Расофор (раса је црни огртач са широким рукавима) је почетнички ступањ монаштва.
Малосхимник (схима — „анђеоски лик“) је други ступањ монаштва.
Великосхимник или схимонах је трећи ступањ монаштва.
Игуман (грч. хēгоúменос — „вођа, управитељ“) је управитељ манастира.
Архимандрит (грч. архи — „над, изнад“; егип. мандра — „стадо“) је највиша титула за најзаслужније монахе.
Синђел (син-келион, сућелијник, онај тко живи с неким) је монах који живи поред епископа и помаже му.
Протосинђел (хрв. први синђел) први међу синђелима по части.